# Mesoeurytoma townesi
Mesoeurytoma townesi är en stekelart som beskrevs av T.C. Narendran och Padmasenan 1991. Mesoeurytoma townesi ingår i släktet Mesoeurytoma och familjen kragglanssteklar. Inga underarter finns listade i Catalogue of Life.